# 822 (číslo)
Osm set dvacet dva je přirozené číslo, které následuje po čísle osm set dvacet jedna a předchází číslu osm set dvacet tři. Římskými číslicemi se zapisuje DCCCXXII.

## Matematika
822 je:
- Deficientní číslo
- Nešťastné číslo
- Nepříznivé číslo

## Astronomie
- (822) Lalage je planetka hlavního pásu, kterou objevil v roce 1916 Max Wolf

## Roky
- 822
- 822 př. n. l.